# Курбатов, Пётр Александрович
Пётр Александрович Курбатов (15 (26) сентября 1783—1872) — последний директор Московского благородного пансиона (1826—1830). Внук П. П. Курбатова.

## Биография
Родился 15 (26) сентября 1783 года; был крещён 21 сентября в церкви Космы и Дамиана в Кадашеве (Замоскворецкий сорок). Учился дома и за границей. В 1813 году был надворным советником. Женат на внебрачной дочери министра народного просвещения А. К. Разумовского, Елизавете Алексеевне Перовской. По протекции Разумовского в 1816 году он получил должность директора типографии Московского университета и исполнял её в течение 35 лет, до 1851 года. Кроме жалованья в 1000 рублей он получал «5 процентов с чистого дохода типографии».
П. А. Курбатов был деятельным масоном (одно время собрания ложи проводились в его доме, а в типографии Московского университета он тайно печатал масонские тексты).
М. А. Дмитриев писал о нём, как о «человеке основательного ума, благочестивом, кротком и скромном, …сохранившем чистоту души, выражавшуюся в его спокойной и веселой физиономии».
В 1835 году отмечался как домовладелец, и нынешняя московская улица Климашкина называлась: Курбатовский переулок, Пресненской части.
Умер в 1872 году.